# Formicivora littoralis
Formicivora littoralis là một loài chim trong họ Thamnophilidae.